# Nochize
Nochize é uma comuna francesa na região administrativa de Borgonha-Franco-Condado, no departamento Saône-et-Loire. Estende-se por uma área de 10,56 km². Em 2010 a comuna tinha 116 habitantes (densidade: 11 hab./km²).